# Třída Nueva Esparta
Třída Nueva Esparta byla třída torpédoborců venezuelského námořnictva. Třídu tvořily tři jednotky postavené v anglických loděnicích. Ze služby byly vyřazeny v letech 1975 a 1978.

## Stavba
Tři torpédoborce této třídy postavila na základě objednávky z roku 1950 anglická loděnice Vickers Armstrongs Shipyards v Barrow-in-Furness. Hotová plavidla do služby vstoupila v letech 1953-1956.
Jednotky třídy Nueva Esparta:
| Jméno                | Zahájení stavby   | Spuštěna          | Vstup do služby  | Status                                                       |
| -------------------- | ----------------- | ----------------- | ---------------- | ------------------------------------------------------------ |
| Nueva Esparta (D 11) | 24. července 1951 | 9. listopadu 1952 | 8. prosince 1953 | vyřazen 1978, potopen jako cvičný cíl pro střely Otomat Mk 2 |
| Zulia (D 21)         | 24. července 1951 | 29. června 1953   | 15. září 1954    | vyřazen 1978, potopen jako cvičný cíl pro střely Otomat Mk 2 |
| Aragua (D 31)        | 29. června 1953   | 27. ledna 1955    | 14. února 1956   | vyřazen 1975                                                 |

## Konstrukce

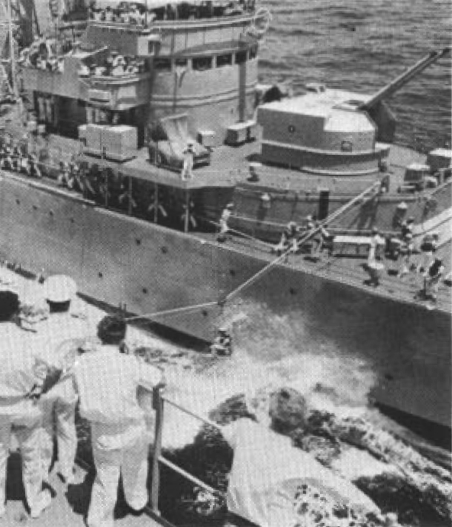
Nueva Esparta (D 11)

Hlavní výzbroj tvořilo šest britských plně automatických 114mm kanónů umístěných v plně uzavřených dvoudělových věžích. Jejich palbu řídily radary typu 276. Dále plavidla nesla osm 40mm dvoukanónů ve dvoudělových věžích, trojhlavňový 533mm torpédomet, dvě skluzavky a dva salvové vrhače hlubinných pum Squid. Pohonný systém tvořily dva kotle a dvě převodové turbny o celkovém výkonu 50 000 shp, pohánějící dva lodní šrouby. Nejvyšší rychlost dosahovala 34 uzlů.

### Modernizace
Z torpédoborců Nueva Esparta a Zulia byly roku 1959 sejmuty torpédomety, které nahradil třetí vrhač Squid. V roce 1960 pak oba torpédoborce dostaly nové radary SPS-6 a SPS-12. Další modernizací prošel v letech 1968–1969 už jen torpédoborec Nueva Esparta. Byla sejmuta většina 40mm kanónů (až na čtyři) a na jejich místě byla instalována dvě čtyřnásobná odpalovací zařízení protiletadlových řízených střel Seacat ve verzi GWS-20.